# Diarrea del viajero
La diarrea del viajero es la enfermedad más común que afecta a los viajeros. La diarrea del viajero está representada por tres o más síntomas no relacionados en 24 horas en un viajero recién llegado, comúnmente definidos por calambres abdominales, náusea e hinchazón. No está provocada por un organismo específico, pero el microorganismo enterotoxicológico Escherichia coli es el más común.
«Diarrea del desierto» (WD), «diarrea del desierto adquirida» (WAD) o «diarrea de los países subdesarrollados», son los nombres preferidos por algunos excursionistas, peregrinos, campistas y otras personas que efectúan actividades al aire libre para la diarrea del viajero que aparece en desiertos o situaciones de «subdesarrollo», al contrario de lo que ocurre en su país de origen. Están causadas por los mismos agentes que el resto de diarreas del viajero, causadas por las mismas bacterias y virus en las expediciones cortas y la giardiasis en expediciones largas, y asociado normalmente a la ausencia del tratamiento del agua y a la poca higiene. Algunas personas reservan el nombre de "diarrea del desierto" como un sinónimo para la giardiasis.
En la mayoría de los casos desaparecen por sí mismas sin que el organismo patógeno llegue a ser identificado.

## Incidencia
Cada año entre el 20 % y el 50 % de los viajeros internacionales, una cifra estimada de diez millones de personas, desarrollan diarrea. La diarrea del viajero es también conocida entre los montañeros, porque puede producirse en sus campamentos debido a las pobres condiciones sanitarias que ostentan.

## Factores de riesgo
La principal fuente de infección es la ingestión de comida o agua contaminada con restos fecales.
El determinante de riesgo más importante es el destino del viajero. Los países con mayor riesgo son aquellos países en trámites de desarrollo de Latinoamérica, África, Oriente Medio, y Asia. Algunos países, conocidos como del primer mundo, tienen también un elevado riesgo. Una calificación mundial sobre la salubridad del agua se encuentra en la página web de Safe Water for International Travelers.
Entre los peregrinos, hay factores de riesgo adicionales en este tipo de infecciones, incluyendo el beber de superficies de aguas no tratadas y los errores propios o de sus compañeros manteniendo una escasa higiene en sus actividades y en la limpieza de la comida. Los campamentos tienen a menudo instalaciones sanitarias primitivas, si no ninguna, convirtiéndose en un riesgo potencial asimilable al que tiene cualquier país del tercer mundo.
Las personas con un riesgo particularmente alto son los adultos jóvenes, las personas inmunodeprimidas, personas con enfermedades infecciosas inflamatorias o diabetes, y aquellos que toman bloqueantes H-2 o antiácidos. Las tasas de afectación son similares tanto en hombre como en mujeres.
Aunque la diarrea del viajero se resuelve normalmente en tres a cinco días (duración media: 3,6 días), en un veinte por ciento de las personas que adquieren la enfermedad les supone un encamamiento y en un diez por ciento de los casos, la enfermedad se prolonga más de una semana.
Para aquellos que adquieren una infección severa, la diarrea del viajero puede precisar técnicas vitales para el paciente. Entre las infecciones severas están la disentería bacteriana, la disentería amebica, y el cólera.

## Síntomas
La diarrea del viajero normalmente se produce en la primera semana de viaje, si bien se puede producir en cualquier momento del viaje, e incluso, a veces, tras haber regresado a casa. Cuando hace su aparición esta depende en buena medida del agente infectante específico. El periodo de incubación para la giardiasis tiene una media de unos catorce días y en el caso de la criptosporidiosis es de unos siete días. Otros agentes virales y bacterianos tienen periodos de incubación más cortos, aunque la hepatitis puede tardar varias semanas en manifestarse. La mayoría de los casos de la diarrea del viajero comienzan de forma abrupta.
La enfermedad normalmente acarrea un incremento de volumen y frecuencia de las deposiciones, y una pérdida de peso. La pérdida de consistencia también es muy común. Típicamente, un pasajero experimenta de cuatro a cinco visitas al baño cada día. Otros síntomas comunes asociados son náusea, vómitos, diarrea, calambres abdominales, hinchazón, hipotermia, urgencia, y la astenia, y el apetito es comúnmente reducido o nulo.
La enfermedad se vuelve mucho más seria si hay sangre o mucosidad en las deposiciones diarreicas, dolor abdominal, o fiebre alta. En casos severos de cólera, hay una mayor rapidez de aparición de los síntomas, que incluye debilidad, astenia, y torrentes de diarrea líquida con porciones de mucosidad (llamadas deposiciones en «agua con arroz»). La deshidratación es una de sus consecuencias más serias, provocando la muerte en unas veinticuatro horas al combinarse con el cólera.

## Causas
Los agentes infecciosos son los principales responsables de la diarrea del viajero. Las bacterias representan aproximadamente al 61 % de los microorganismos responsables. Las bacterias patógenas enterales causa aproximadamente el 80 % de los casos.
El agente causante único más común en países desarrollados es el Escherichia coli enterotoxigénico (ETEC). El enteroagregativo E. coli está incrementando su reconocimiento y muchos estudios ya no lo ven como una fuente de infección a esta importante bacteria. Shigella spp. es la otra bacteria más común que produce la enfermedad. Los incidentes en que otra bacteria, como la Salmonella, la Campylobacter, Yersinia, las Aeromonas, y las Plesiomonas spp., han causado la diarreas son aisladas y acontecen con una menor frecuencia. Los parásitos protozoarios como la Giardia lamblia y la Cryptosporidium pueden también causar diarrea.
Algunas bacterias liberan toxinas que llegan al intestino y causan la diarrea; otras dañan directamente con su presencia el intestino. En bebes y niños, se cree que aproximadamente el 70 % de las diarreas se deben a virus; para los viajeros adultos, estas disminuyen hasta el 30 %. Las diarreas causadas por agentes virales están normalmente limitadas por el propio individuo.
Los patógenos implicados en la diarrea del viajero son:
| E. coli, enterotoxigénico | 20-75 %            |
| E. coli, enteroagregativo | 0-20 %             |
| E. coli, enteroinvasivo   | 0-6 %              |
| Shigella spp              | 2-30 %             |
| Salmonella spp            | 0-33 %             |
| Campylobacter jejuni      | 3-17 %             |
| Vibrio parahaemolyticus   | 0-31 %             |
| Aeromonas hydrophila      | 0-30 %             |
| Giardia lamblia           | 0 a menos del 20 % |
| Entameba histolytica      | 0-5 %              |
| Cryptosporidium sp        | 0 a menos del 20 % |
| Rotavirus                 | 0-36 %             |
| Norwalk virus             | 0-10 %             |

Un subtipo de la diarrea del viajero que afecta específicamente a campistas y peregrinos, a veces conocida como diarrea del desierto, puede tener a veces una distribución totalmente diferente en los agentes patógenos.

## Tratamiento
La diarrea del viajero es normalmente un desorden y a menudo se resuelve sin ningún tratamiento específico; sin embargo, la terapia de rehidratación oral es a menudo utilizada para recuperar la pérdida de fluidos y electrolitos. El agua clorada y clara u otros líquidos son recomendados habitualmente en adultos. El mejor agua es aquella que haya sido purificada, junto con sales en la rehidratación oral para reponerse de la pérdida de electrolitos. El agua con gas (soda), que ha sido desechada para su uso, por la necesidad de que esté poco carbonatada, es perfectamente útil si no hay ninguna otra cosa disponible.
Los pasajeros que presenten tres o más deposiciones líquidas en un periodo de veinticuatro horas —especialmente si están asociadas a náuseas, vomitos, calambres abdominales, fiebre, o deposiciones sanguinolentas— debe ser tratado por un médico y poder beneficiarse de una terapia antimicrobiana. Los antibióticos son usados en los días tres a cinco, pero una dosis única de azitromicina o levofloxacino puede ser usada. Si la diarrea persiste a pesar del tratamiento, los pasajeros deben ser evaluados y tratados por una posible infección parasitaria. Hay diferentes medicaciones necesarias para el tratamiento de la disentería bacterianas, para la disentería por amebas, para la giardia y para los gusanos. No existe medicación para el Cryptosporidium, razón por la que puede acabar con muchos enfermos de sida.
Se puede recuperar a un paciente al cien por cien del cólera cuando está tratada de manera apropiada, que normalmente sólo implica la rehidratación, normalmente a través de sueroterapia.

### Agentes inmovilizantes
Los agentes inmovilizantes (loperamida, difenoxilate, y paregórico) reducen principalmente la diarrea al ralentizar el tiempo de tránsito en el intestino, y, por tanto, aporta más tiempo para la absorción de líquidos. Algunas personas creen que la diarrea es el mecanismo de defensa del cuerpo para minimizar el tiempo de contacto entre los patógenos intestinales y la mucosa intestinal. En algunos estudios, los agentes inmovilizadores han sido útiles en el tratamiento de la diarrea del viajero al reducir la duración de la diarrea. Sin embargo, estos agentes nunca deben ser usados en personas con fiebre o deposiciones sanguinolentas, porque podría incrementar la gravedad de la enfermedad al retrasar la limpieza de los organismos causantes. Como los agentes inmovilizadores están actualmente disponibles sin receta, su uso abusivo está actualmente siendo debatido. Las complicaciones adversas (megacolon tóxico, sepsis, y coagulación intravascular diseminada) ya han sido anunciadas como resultado del uso de estos medicamentos para tratar la diarrea.

## Prevención
No está recomendado tomar medicación antimicrobiana para prevenir la diarrea del viajero, porque mataría a las bacterias microbiotas y crearía microorganismos patógenos causantes de la enfermedad, resistentes a la medicación. Entre las medidas principales para prevenir las enfermedades gastrointestinales está el mantener una higiene correcta, ponerse las vacunas específicas y medicaciones profilácticas. Los estudios muestran un descenso de la incidencia de la diarrea del viajero con el uso de subsalicilato de bismuto y con el uso de quimioprofilácticos antimicrobianos. Las opciones para la profilaxis en la diarrea del viajero incluyen el norfloxacino, el ciprofloxacino, el ofloxacino, o el trimetoprim/sulfametoxazol. La administración prolongada de derivados de la penicilina puede reducir la efectividad de los medicamentos además de puede producirse una infección mucho más severa.
El dukoral ha sido presentado como un medicamento que previene al individuo de contraer diarrea del viajero y cólera —una dosis unas pocas semanas antes del viaje, y otra a una semana de efectuar el viaje—. Además, los microorganismos incluidos en la vacuna incluyen las variaciones del E. coli enterotoxígenos, causante principal de las diarreas del viajero, y de la Shigella.
La diarrea del viajero es principalmente un fallo sanitario, a consecuencia de una contaminación bacteriana del agua potable y la comida. Es muy fácilmente evitable con un adecuado mantenimiento de la calidad del agua como se hace en numerosos hoteles. En ausencia de esta, la siguiente mejor opción para los viajeros es tomar precauciones para prevenir la infección:
- Mantener un buen nivel de higiene y sólo usar agua potable para beber y lavarse los dientes.[1]
- Usar sólo agua embotellada segura y no utilizar hielos.[1]
- Ingerir bebidas seguras —incluye las bebidas carbonatadas envasadas, té caliente o café y agua hervida o apropiadamente tratada por el pasajero—.[1] Cuidado con esto, porque el agua usada para bebidas calientes está sólo calentada. No hervida!
- Entre las intervenciones activas se debe hervir el agua durante tres a cinco minutos (dependiendo de la elevación), filtrando el agua con medios adecuados o usando cloro (dos gotas por litro) o tintura yodo (cinco gotas por litro) en el eser. La amplia variedad de aguas embotelladas seguras ha convertido el proceso en innecesario excepto en los países y regiones más remotas.[1]
- Evitar comer frutas y verduras a menos que el viajero los pele.[5]
- Recientemente ha aparecido en el mercado un sistema de purificación del agua basada en los rayos ultravioleta (UV) que permite a la gente tratar rápida y cómodamente pequeñas cantidades de agua, incluyendo restaurantes. El método de acción se basa en el bombardeo de luz UV que destruye los ácidos nucleicos timina pertenecientes a la molécula de ADN, destruyendo los microorganismos capaces de vivir o replicarse. La mayor ventaja (además de su conveniencia) es que la luz UV también mata a los virus mientras que la filtración no es capaz. Muchos viajeros están optando por este método porque no añade sabor al agua, permite ser bebida fría, y es muy barato comparado con el coste de comprar agua embotellada.

Las comidas son normalmente seguras si se manipulan correctamente, se cocinan adecuadamente y se empaqueta. Debería evitarse el comer carne poco hecha o mal preparada. La leche no pasteurizada, los productos del día, la mayonesa y los hielos están asociados con el aumento del riesgo de contraer la diarrea del viajero, puesto que se trata de comidas y bebidas adquiridas de vendedores en la calle u otros establecimientos carentes de higiene.
Varios probióticos (Saccharomyces boulardii y una mezcla de Lactobacillus acidophilus y Bifidobacterium) tienen una eficacia significativa. En un análisis efectuado por McFarland (2005), no se han presentado reacciones adversas severas en los doce pacientes observados. Los probióticos ofrecen un método seguro y efectivo para prevenir la diarrea del viajero.
De acuerdo con los estudios presentados en junio de 2008, en The Lancet, los investigadores descubrieron que los pacientes que se habían puesto la vacuna de la diarrea del viajero (fabricado por la Iomai Corporation) eran menos proclives a desarrollar la enfermedad que aquellos a los que se les había inyectado un placebo. El estudio, efectuado a 170 viajeros sanos de edades comprendidas entre los 18 y los 64 con destino a México y Guatemala, descubrió que de los 59 individuos que recibieron la nueva vacuna, sólo tres sufrieron una diarrea moderada o severa, mientras que dos docenas de los 111 que recibieron un placebo sufrieron diarrea moderada o severa. Sólo uno de los 59 voluntarios del grupo vacunado reportó diarrea severa, comparado con los doce del grupo placebo.

## Inmunidad
Los viajeros a menudo experimentan episodios de diarrea tras comer o beber productos que no causan ningún problema en la población local. Esto se debe a la inmunidad que han desarrollado tras la exposición repetida a los patógenos. No está totalmente claro cual es la exposición necesaria y hasta que punto se desarrolla el sistema inmune contra esos patógenos, pero un estudio en expatriados de Nepal, sugiere que se tarda siete años en desarrollar la inmunidad, basándose en el caso de los adultos que evitan la exposición directa a los patógenos.
Por otra parte, la inmunidad adquirida por unos estudiantes estadounidenses mientras vivían en México pareció desaparecer en menos de ocho semanas de no exposición.

## Nombres coloquiales
Hay un gran número de coloquialismos para la diarrea del viajero en sus diferentes ubicaciones, como la «venganza de Moctezuma», «turistas», o «Movimiento azteca» para la diarrea del viajero contraída en México, «venganza del faraón», mummy's tummy, o «Movimiento de El Cairo» en Egipto, «estómago de Delhi» en India, «estómago vacacional» en Reino Unido (aunque no se refiere a los turistas en el Reino Unido, sino a los británicos que han hecho turismo fuera), «estómago de Bali» en Bali, o «movimiento de Katmandú» en Nepal. Un término local reciente en Pattaya, Tailandia, es «ola Thai-dal».

### Venganza de Moctezuma
La «Venganza de Moctezuma» es la expresión coloquial para cualquier caso de diarrea del viajero en turistas que visitan México. El nombre se refiere humorísticamente a Moctezuma II (1466-1520), el emperador de la civilización azteca que fue derrotado por el conquistador español Hernán Cortés.
Se estima que el 40 % de los viajeros españoles que visitan México en sus vacaciones se ven afectados por la infección. Muchos de los casos se producen y resuelven en pocos días sin ningún tratamiento. Los casos severos o extendidos, sin embargo, pueden tener como resultado una pérdida masiva de fluidos y/o sufrir un desequilibrio de electrolitos que supone un severo riesgo médico y que puede resultar fatal si no se trata. La visión del profesional médico siempre está aconsejado.
No todo el suministro de agua en México está contaminado y muchos hoteles tienen sistemas de purificación de agua que elimina el riesgo. Algunos destinos turísticos también tienen grandes sistemas de purificación de agua que proporcionan un suministro de agua segura a toda la ciudad. Los restaurantes de carretera y las comidas populares deberían ser evitadas.